# Formation d'Azilal
 (septembre 2022).
Le contenu est difficilement compréhensible vu les erreurs de traduction, qui sont peut-être dues à l'utilisation d'un logiciel de traduction automatique.
La Formation d'Azilal (historiquement Série Continentale de Toundute, "Marnes chocolat" et Formation de Wazzant) est une unité géologique dans les provinces Azilal et Ouarzazate du High Atlas du Maroc,. Il couvre les stades du Pliensbachien le plus récent au début de l'Aalénien du Jurassique. C'est un dépôt terrestre qui recouvre des dolomites marines d'âge équivalent au Calcaire de Budoš du Monténégro ou à la Marne di Monte Serrone d'Italie. Des restes de dinosaures, tels que le sauropode Tazoudasaurus et le ceratosaur basal Berberosaurus sont connus de l'unité, ainsi que plusieurs genera non décrits.
Les unités du groupe ont été considérées comme individuelles dans le passé, une division des "couches rouges", et subdivisées par une échelle géologique supposée. Les strates du groupe s'étendent vers le Haut Atlas central, couvrant différents anticlinauxs et accidents topographiques le long de la chaîne de montagnes. De nouvelles études ont toutefois suggéré que les strates sont coeval en âge, et devraient être désignées comme une unité unique. La formation est mieux considérée comme un environnement alluvial occasionnellement interrompu par des incursions marines peu profondes (ou cadre de plattidal) et marque une diminution spectaculaire de la productivité carbonatée sous une sédimentation terrigène croissante. La formation d'Azilal se compose principalement d'argilites riches en débris végétaux continentaux et de faciès microbiens laminés.
La section toarcienne des Hautes Terres centrales comprend d'ouest en est : la section la Formation d'Azilal à Wazzant (informellement "Formation de Wazzant") à Demnate, où les dépôts sont plus fluviaux/continentaux, par opposition à cette même unité à Azilal, où ils sont subtidaux à intertidaux. Ces strates font la transition avec le Groupe de Zaouiat Ahançal à Tazoult : la Formation de Trafraout (déposée dans un environnement subtidal) ; la Formation d'Amezraï (environnement intertidal) et la Formation d'Aguerd-nˈTazoult (environnement intertidal). Enfin, les dépôts de plateau les plus profonds de la Formation Agoudim 1 á Imilchil apparaissent.
Comme on le voit à Ait Bou Guemmez, la relation de la Formation d'Azilal avec le bassin d'Amezrai (Formations d'Amezrai et de Tafraout) est que ce dernier se remplit par les carbonates de la plate-forme interne de Tafraout, étant ce dernier entouré à l'ouest, au nord et au sud par un domaine côtier avec une sédimentation détritique dominante, le propre faciès de la Formation d'Azilal.

## Géologie

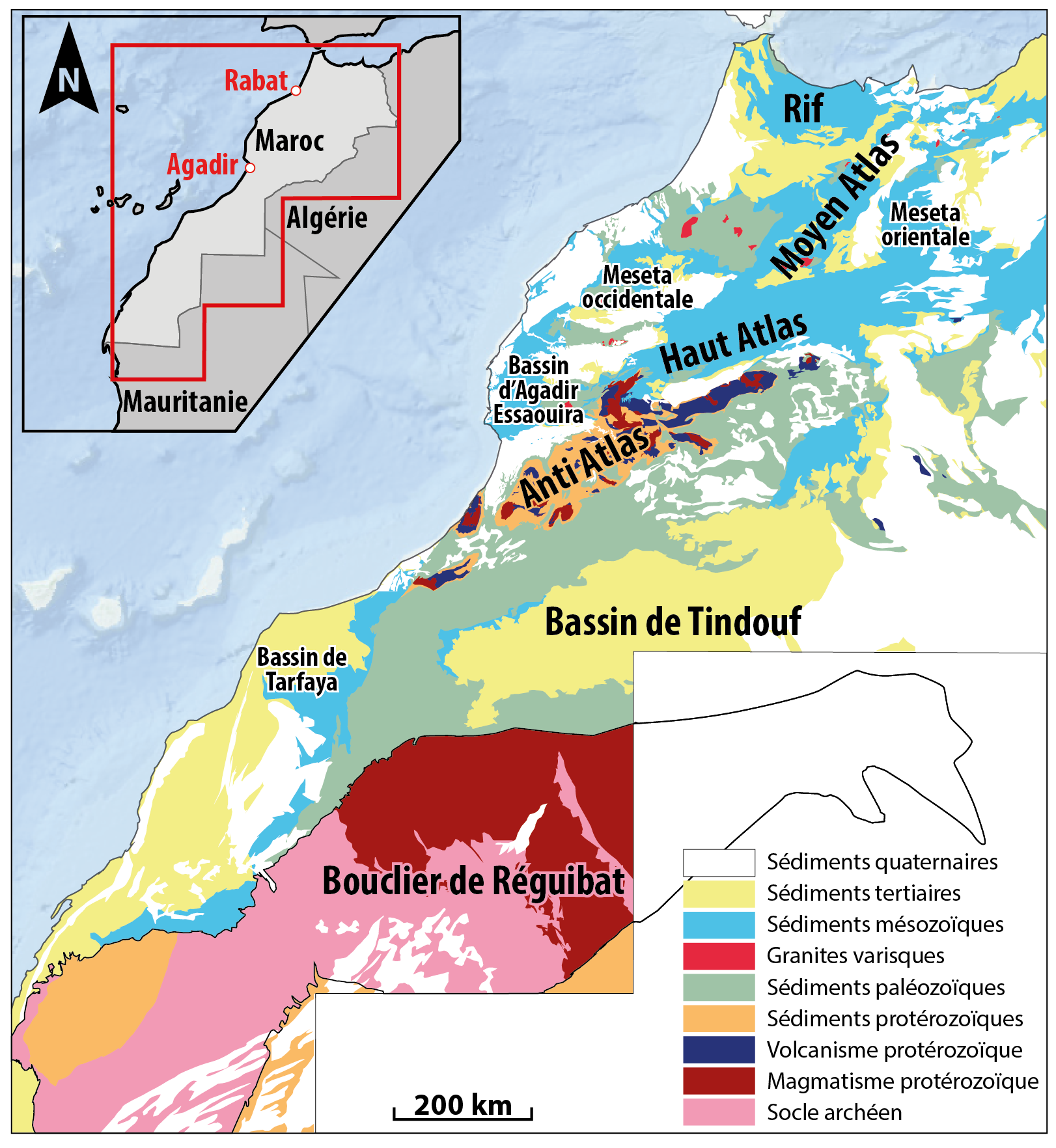
Carte géologique du Maroc et principaux domaines structuraux

Cette formation est apparente dans la région de la capitale provinciale d'Azilal (langues berbères : ⴰⵣⵉⵍⴰⵍ, arabe : أزيلال) au Maroc central. Le Haut Atlas central du Maroc appartient à un système de ceinture montagneuse à double vergence, dont l'origine est liée au Cénozoïque raccourcissement & inversion d'un rift local Trias-Jurassique. Sa géométrie est particulière en raison de la présence de plusieurs bassins de rift étroits orientés ENE-WSW, issus de phases tectoniques majeures : pré-rift (lié à l'orogenèse hercynienne), union (de la Pangée au Paléozoïque) et syn-rift (développé principalement entre le Permien tardif et le Trias tardif, avec plusieurs bassins de rift orientés NE-SW à ENE-WSW). Tous sont issus de l'ouverture presque coïncidente de l'océan Atlantique et de la mer de Téthys. Ces bassins dérivés du rift ont été remplis de sédiments siliciclastiques continentaux, et plus tard - vers le stade Rhétien du Trias - affectés par les émissions de la province magmatique de l'Atlantique central. C'est dans la phase post-rift que la tectonique locale a connu une relaxation thermique et a permis le dépôt des plateformes carbonatées du Jurassique-Crétacé.
La structure du Haut-Atlas peut être définie par deux groupes principaux de failles - failles de chevauchement et failles à glissement oblique - qui s'étendent d'E-O à NE-SO. La présence d'une inversion tectonique dans les montagnes de l'Atlas a montré qu'il existe des ceintures de montagnes intracontinentales qui sont apparues à partir du soulèvement de systèmes de rift préexistants, où ici il est représenté par un système de rift majeur (~2 000 km) originaire du Mésozoïque, qui a été ensuite soulevé et inversé au Cénozoïque. Les mouvements d'impact et de convergence des plaques africaines et ibériques après le Mésozoïque se terminent par une inversion des strates déposées précédemment, transportant les sédiments de celles-ci et formant de nouveaux chevauchements à faible angle. Les strates du Trias, du Jurassique et du Crétacé sont confinées dans des bassins contrôlés par les structures d'extension du rift mésozoïque. Les bassins jurassiques peuvent être regroupés en deux provinces principales situées de part et d'autre d'un Massif Ancien émergé : à l'ouest, où le bassin était ouvert sur l'Atlantique ancien, étant lié à sa marge passive ; et à l'est, avec plusieurs fosses épicontinentales connectées à l'Océan Téthys.
À travers les strates du Toarcien-Bajocien, il y a eu un grand dépôt de schistes marins sous forme de marnes, de calciturbidites et de calcaires récifaux, qui se sont accumulés dans le Haut Atlas central, tandis que sur la marge ouest - autour du Massif Ancien - la sédimentation terrestre - surtout fluviaux a dominé. Les lits rouges actuels d'Azilal indiquent diverses transgressions marines à travers la limite Toarcien-Aalénien, après avoir terminé sa sédimentation sur le Bathonien,. Par exemple, un premier événement tectonique sur la limite Trias-Jurassique a conduit à la formation du bassin pull-apart de Tigrinine-Taabast. À la suite de cet événement, une activité tectonique d'extension majeure (dérivée du second rifting de la Pangée) s'est produite vers la fin du Pliensbachien et le début du Toarcien. Ce deuxième événement tectonique majeur s'est développé vers l'E-W à NE-SW, réactivant des failles normales orientées qui ont conduit à l'ennoiement de la plate-forme carbonatée du Lias inférieur et à la prédominance des marnes pendant le Lias moyen à Toarcien.

## Volcanisme de rift

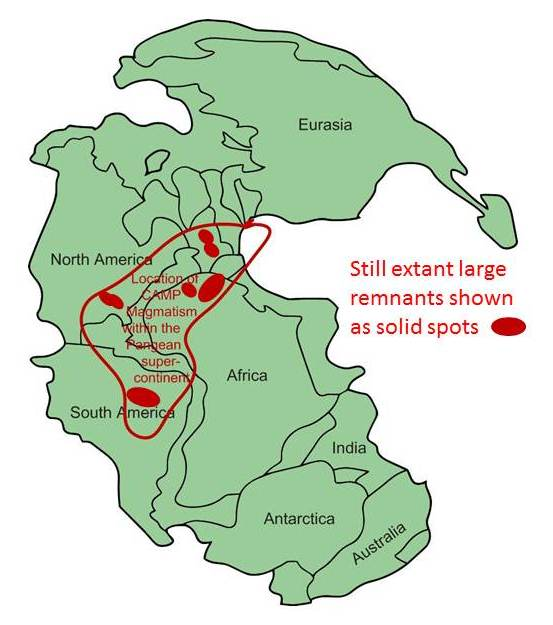
Étendue de la province magmatique de l'Atlantique central

Le long de la limite Trias-Jurassique du Haut Atlas, et jusqu'au stade Bathonien du Jurassique moyen (et encore au Crétacé inférieur), il existe un enregistrement sur le vulcanisme localement sur la succession de différentes formations locales, y compris la Formation d'Azilal et d'autres, mais absent sur d'autres comme la Formation d'Aganane sous-jacente,,,. La plupart des événements volcaniques nord-africains du Rhétien-Bathonien sont liés à l'ouverture de l'océan Atlantique, avec des enregistrements parallèles trouvés sur la côte nord-américaine et d'autres zones comme au Mexique. Sur certains sites, comme la Haute Moulouya, il est même possible de delimiter les transitions entre les plusieurs événements volcaniques qui se sont produits localement le long de la limite post-trias-jurassique (appartenant à la Formation de Tizi-n-Ghachou). La plupart des effets du volcanisme se produisent sur les principaux dépôts terrestres émergés, où certaines des strates proches du rivage ont été retournées vers le bas en raison de la tectonique, et cachées après par des éruptions volcaniques de différents grades, conduisant à différents types de strates volcaniques, comme on peut le voir dans la présence d'intrusions basaltiques dans les couches Bathoniennes plus jeunes de la zone de Beni-Mellal.
L'origine du volcanisme est liée à la géographie de la zone. Au Hettangien-Sinémurien, une plate-forme carbonatée post-rift s'est développée dans la région de l'Atlas, révélant des strates marines plus anciennes. Au Toarcien moyen, des bassins d'affaissement sont apparus, isolant des massifs Précambriens et paléozoïques dans la région des Mesetas. Les magmas alcalins ont débordé et créé le bassin central du Haut Atlas. Ces bassins étaient des bassins fault-bounded, avec des variations des épaisseurs sédimentaires et des brèches intra-formationnelles liées aux blocs majeurs. La province magmatique de l'Atlas a influencé le dépôt des principales strates, où les formations terrestres de certaines formations (y compris l'Azilal) ont été disposées sur une série de failles de coupure-extension décrivant une mosaïque de horsts et de grabens orientés vers l'est, le nord-est et l'est-ouest, avec le Moyen Atlas parmi les principales zones de subsidence. La Province Magmatique de l'Atlantique Central a continué à entrer en éruption autour de l'événement Pliensbachien-Toarcien il y a environ 183 Ma, chevauchant l'éruption de la province ignée du Karoo-Ferrar. Le Haut Atlas central récupère deux sections de coulées de lave et de digues de 188-153 M.a et 199-178 M.a respectivement, montrant qu'il y a eu plusieurs événements coevalents développés localement lorsque la Formation d'Azilal a été déposée. Ces coulées de lave proviennent de plusieurs événements de rifting coeaval, avec un vulcanisme du Toarcien moyen à tardif présent mais sur une plus petite extension, comme un membre avéré de la série continentale de Toundoute.

## Description générale
Levêque a appelé cette unité "Marnes chocolat" dans la région d'Azilal, constituée de marnes brun-rouge, de silts (microgrès) et de conglomérats à dragées centimétriques de quartz. La présence de nombreux lamellibranches nains dans les "Marnes chocolat" au sud d'Azilal, les fines stratifications obliques, les végétaux flottés et les empreintes de gouttes de pluie démontrent que ces deux formations sont d'origine aquatique, peut-être lagunaire, et ont subi des émersions temporaires. À Jbel Akenzoud, la Formation d'Azilal recouvre la Formation  Tafraout, et est composée de deux types de conglomérats polymictiques : A) dérivé d'environnements tidaux et constitué de clastes sub-arrondis à arrondis de dolo-oo-packstones, pelpackstones et dolo-mudstones avec des ondulations, un litage croisé et des ichnofossiles de type Rhizocorallium; B) provient d'une plaine alluviale et se compose d'abondants extraclastes anguleux à sub-anguleux de roches métamorphiques et d'intraclastes arrondis à sub-arrondis de dolo-oo-grainstones et de dolopel-packstones avec de fréquents éléments de litage croisé et de galets imbriqués. Les sites d'Adoumaz, de Ghnim et de Jbel Taguendouft dans la Province de Béni-Mellal, sont ceux qui, à l'origine, ont permis de mieux visualiser les couches, la sédimentation, la lithologie et l'évolution des faciès. Ces couches principales sont constituées d'une succession de teintes brun rougeâtre à dominante terrigène : Grès ; argiles à paléosols et Calcaires gréseux (parfois dolomitisés) ; avec des niveaux marmoréens dans les paléosols vers la région nord de Ghnim et Adoumaz. Les sections les plus basses montrent une transition du calcaire gréseux et/ou du grès à l'argile, avec un mince niveau de marnes vertes localement riches en ostracodes. Ces premières couches sont suivies d'un terme subtidal, représenté par un calcaire oolithique, avec de fins bioclastes bivalves et des pourcentages variables de quartz, qui accueillent également de petites sections de grès à ciment calcaire et de rares oolithes, représentant ce dernier sur un litage oblique de dimensions métriques, dessinant en surface des méga-ripples de 3 - 5 m de longueur d'onde. La dernière grande section représente un dépôt supratidal, comme le montre la présence de grès grossiers passant progressivement à des marnes rouges à structures "fluer" et localement à des paléosols. Cette section d'Adoumaz présente une abondance de grains de quartz Paléozoïque, qui se trouvent organisés en lentilles de chenalisation décamétriques évoquant une dynamique essentiellement fluviale.
Sur la bordure méridionale de la vaste cuvette des Guettioua et Demnate, avec le même encadrement stratigraphique, se développe une épaisse formation gréso-pélitique rouge à passées de conglomérats à dragées de quartz et des brèches à éléments de calcaires liasiques (dénommée localement "Formation de Wazzant"). La série de Wazzant récupère une variation du processus sédimentaire formée par une unité sédimentaire complexe, à dominance terrigène, composée par l'abondance de chenaux conglomératiques avec des dragées de quartz et des éléments du socle Paléozoïque, des grès organisés en barres lenticulaires canalisées et des argiles rouges, toute la partie des faciès est organisée en séquences métriques de remplissage et de chenaux alluviaux. De plus, exceptionnellement, la Formation de Wazzant repose à cet endroit directement suries dolomies massives, ayant érodé les mérno-calcaires du Domérien. Le système fluvial de la série de Wazzant était animé par plusieurs courants d'eau douce mineurs, probablement temporels et liés aux saisons des pluies. À côté des strates fluviales se trouvent des dépôts qui ont été cités comme appartenant à des lagunes, bien que leurs caractéristiques soient plus proches de celles des Sebkha. La section de Wazzant a un caractère proximal notoire par rapport aux autres sections de la formation d'Azilal, le plus proche de la zone source.
La lithologie de la série continentale de Toundoute est divisée en 5 unités de D à H, (A-C représentent les unités de la dolomie marine sous-jacente, C représentant une transition vers un environnement terrestre). Les dépôts à commencer par le faciès dit de terme A, composé de Gypse et de Sel, d'âge triasique, soutenu par la présence d'Intercalations volcaniques de basalte,. Au-dessus, on trouve des carbonates de terme B alternant au début avec des Dolomites, des Pélites et des Calcaires ainsi que des crimes de Marly-Limon avec des débris végétaux, qui ont eu l'influence régulière d'un environnement marin. Le troisième niveau montre une transition entre les dépôts marins et continentaux, par des niveaux palustres carbonatés et des horizons de Caliche, étant des couches continentales superposées en continuité stratigraphique sur les carbonates marins du Lias inférieur (Sinémurien-Hettangien).

## Strates
Les couches d'Azilal ont évolué le long de la plate-forme carbonatée centrale des Hauts Atlas Pliens-Toarciens, et consistent en une succession de roches détritiques avec des marnes rouges déposées sur un environnement alluvial occasionnellement interrompu par des incursions marines peu profondes, un cadre de mudflat,. L'unité représente une régression marine majeure mesurée dans le Haut Atlas central, surtout après le Toarcien inférieur, prouvée par des sections telles que "Tarhia n'Dadès", où les couches marines marginales de la Formation de Choucht du Pliensbachien sont recouvertes par un mètre d'alternances limon rouge/calcaire bioclastique, qui commencent localement dans des environnements paraliques à continentaux, attribuées à la formation d'Aganane du Domérien. Au-dessus de cette unité, la limite avec la formation d'Azilal est marquée par une surface d'exposition subaérienne karstifiée, qui contient une grande abondance de matériel végétal qui implique globalement un faciès terrestre progradant et une réduction de la largeur de la plate-forme carbonatée locale.
L'écoulement des sédiments lavés par les fluviatiles se fait dans une direction E-NE, étant déplacés vers les couches de la formation Tafraout et d'autres unités marines coevalentes. Ces dernières se trouvent sur des chenaux fluviatiles à l'intérieur des roches de cette unité. La lithologie de la Formation d'Azilal recouvre un intervalle dominé par les Argiles, incisé par des lits métriques dolomitisés. Conglomérats, tous riches en débris végétaux terrestres (surtout des débris de fougères), avec un contenu en faune très pauvre et dominé par des faciès microbiens,. La zone de Jbel El Abbadine fournit le plus grand affleurement des parties d'un massif calcaire, avec des strates du Lias tardif. La plupart de ces strates sont récupérées à l'intérieur de la formation d'Azilal, avec une succession de dépôts en bord de mer et à l'intérieur des terres. Plusieurs événements sismiques situés sur le domaine téthien ont été la principale genèse de l'activité tectonique locale, avec des strates émergées du Paléozoïque, qui ont été érodées en raison des conditions locales. Sur la transgression Toarcien-Aalénien, le domaine du Haut Atlas a connu un long processus d'extension et de rifting, enregistré par la présence de carbonates et de schistes marins. Il est lié à la formation de la Rifting atlantique à l'ouest et à la formation de l'océan Téthys au nord.
Les séquelles de l'événement anoxique océanique du Toarcien sont également très présentes dans les strates marines marginales de la formation, avec ce qu'on appelle la section Toksine, une succession de strates marines proches du rivage disposées le long de la limite du Toarcien, où ses 40 derniers mètres appartiennent à la partie inférieure de la Formation d'Azilal et sont composés de mudstones dolomitisés et de grainstones oïdaux, qui montrent un environnement marin littoral de faible profondeur à récupération lente survenu après la limite Pliensbachien-Toarcien, indiquée par un effondrement dramatique à l'échelle de la Téthys du système carbonaté néritique qui s'est produit
| Unité | Lithologie                                                          | Epaisseur (mètres) | Fossiles    |
| ----- | ------------------------------------------------------------------- | ------------------ | ----------- |
| 1)    | Grès à tonalité vineuse, composé de grains de 1/4 à 1 mm            | 0,2 m              | Non présent |
| 2)    | Pelite rouge : ces niveaux forment la table horizontale du Sommet   | 4-5 m              | Non présent |
| 3)    | Grès rouge composé de grains de 1/2 mm dans des bancs de 10 à 20 cm | 1 m                | Non présent |

La sédimentation sur le membre de Toundoute présente quelques caractéristiques, comme des chenaux lenticulaires à Tamis-Conglomérat de ~5 m d'épaisseur (≤ 5 m) pour les décamétriques visibles, composés de plusieurs matériaux, comme des produits volcaniques, comme des blocs de roches volcaniques tels que des sables composés de Feldspaths, des grains ferrugineux noirs provenant de la surface des roches volcaniques en période sèche, des fragments verts siliceux provenant des processus post-éruption (veines, microgéodes, concrétions mamelonnées), des débris de Calcaire avec des traces de racines et des fissures, où dans certaines parties des traces de filaments d'algues broussailleuses fines et sombres sont encore visibles, similaires aux algues bleu-vert du genre Girvanella. Enfin, il existe des intercalations de grès fins souvent laminés qui marquent le faciès Inondation des chenaux en période de crue, étant composés uniquement de Feldspaths plagioclase et dans une moindre proportion d'orthoclases, ainsi que de petits grains ferrugineux ou de silts fins de quartz.
| Unité     | Lithologie | Epaisseur (mètres) | Fossiles de dinosaures       |
| --------- | --- | ------------------ | ---------------------------- |
| Alluvions | Conglomérat de l'Holocène |                    |                              |
| H         | Série argilo-sableuse | ≥ 100              |                              |
| G         | Série argilo-sableuse, avec une couche de gypse présente au sommet, juste en dessous, un deuxième horizon porteur de dinosaures est présent avec une lithologie très similaire à l'unité F. | 50                 | Tazoudasaurus, Berberosaurus |
| F         | Marne argileuse gris verdâtre, clastes détritiques de la taille d'un gravier à d'un galet avec lignite et ossements.                                                                        | ≤ 5                | Présent, indéterminé         |
| E         | Alternation d'argile rouge-brun, de grès fin et de conglomérats grossiers gréseux. | 100                |                              |
| D         | Argile, grès fin et conglomérat, présence de grosses roches volcaniques. | 80                 |                              |

## Paléogéographie
La Formation d'Azilal s'est déposée dans la Plate-forme carbonatée marocaine, à une paléolatitude comprise entre 19°-20°N, à peu près la même latitude que la Mauritanie ou le Cuba actuels, et s'est développée le long d'un épisode majeur de noyade lié à l'élévation eustatique du niveau de la mer du Toarcien inférieur en Europe et en Afrique.
Vers l'ouest (cartes des provinces d'Afourer et d'Azilal), la Formation Tamadoute n'étant pas représentée, les faciès laguno-marins locaux d'âge pliensbachien sont directement recouverts par des dépôts terrigènes : argiles rouges, conglomérats à éléments paléozoïques, cargneules et dolomies, qui appartiennent au système des Marnes chocolat dont l'unité la plus basse est la formation d'Azilal, au moins dans l'Atlas d'Azilal et le Demnat. Ces dépôts remplissent de nombreux petits bassins en déchirure dans les Atlas d'Afourer et d'Azilal, ayant l'Accident de Demnat comme élément structural majeur dans ce dernier secteur. Vers le sud, les faciès marneux de la Formation Tamadoute (faciès de bassin marneux) sont recouverts par les couches terrigènes. Le bassin d'Amezraï a évolué comme un équivalent latéral, composé de milieux carbonatés intertidaux à subtidaux.
La Formation d'Azilal a coévolué avec plusieurs sections décalées depuis le bord sud du Synclinal de Tilougguit au nord jusqu'à l'axe du Bassin des Aït Bouguemmez au sud, a montré que la zone de dépotage correspondait à la zone de dépôt située entre la Crête de Talmest-Tazoult au nord et l'accident nord-atlasique au sud. Au niveau de la dorsale de Talmest-Tazoult, les séries terrigènes du Toarcien-Aalénien forment une discordance progressive nette au-dessus des carbonates du Sinémurien-Pliensbachien, construisant une dorsale individualisée orientée NE-SW, limitant deux dépressions locales au Sud-Est (section d'Amezraï et de Wahmane). L'accident de l'Atlas Nord présente des variations d'épaisseur et de faciès, témoignant d'une faible activité de ce dernier, notamment lors du dépôt de la Formation Azilal, les reliefs créés lors de la phase précédente étant recouverts par les couches terrigènes de cette dernière. Deux étapes principales peuvent être distinguées dans l'évolution paléogéographique de la bordure occidentale du bassin du Haut Atlas au cours du Toarcien-Aalénien : au cours du Toarcien inférieur, ce secteur a présenté les mêmes caractéristiques paléogéographiques que celles esquissées au cours du Pliensbachien supérieur, étant ce dernier suivi d'une réduction des zones de dépôt et d'un remplissage des bassins pliensbachiens par du matériel terrigène des formations Tamadoute et d'Amezraï. Puis, avec le Toarcien moyen-Aalénien, la Formation d'Azilal s'est étendue au fur et à mesure que la sédimentation reprenait dans toute la région, où les couches coevalentes du bassin d'affaissement d'Amezraï ont été remplies par des carbonates provenant de la plate-forme interne de la Formation Tafraout et Agrd N'Tazolt, cette plate-forme carbonatée étant entourée au nord, à l'est et au sud par la zone côtière de la Formation d'Azilal, à sédimentation terrigène dominante. Cette période est marquée par l'individualisation de la dorsale Talmest-Tazolt au centre du bassin et par un calme tectonique relatif dans les autres secteurs coeval.
Malgré la présence de couches pliensbachiennes tardives, la Formation d'Azilal a des répercussions dans la sédimentation (Spécialement de la Province de Béni-Mellal) du Toarcien moyen-Aalénien inférieur, marquée par une sédimentation essentiellement terrigène, répartie en au moins 6 séquences, qui recouvrent des couches à ammonites du genre Eodactylioceras et Hildoceras bifrons permettent de localiser précisément cette progradation initiale des milieux terrestres autour du sous-étage Bifrons du Toarcien (qui peut être considéré soit comme le Toarcien inférieur supérieur, soit comme le Toarcien moyen inférieur). Les couches sont, pour les sections les plus anciennes de cette phase initiale, représentées par des marnes et calcaires marneux et silteux ainsi que des grès marginaux-littoraux témoignant de l'envasement de ce secteur par des nappes sableuses d'origine deltaïque. Parallèlement, sur le bassin d'Amezraï, la faune est composée de brachiopodes tels que Soaresirhynchia bouchardi, S. babtisrensis et Pseudogibbirhynchia jurensis qui corroborent l'âge des Bifrons et la connexion entre les deux sites.

## Environnement
La Formation d'Azilal a représenté divers cadres sur la côte des bassins de l'Atlas toarcien, y compris des cadres dominés par des rivières continentales, des dépôts dominés par des marées paralliques et des rivages de vasières tidales. Les dépôts à dominante terrigène de la Formation d'Azilal se sont déposés dans un environnement côtier à influence continentale. Ce dépôt terrigène peut être vu du nord au sud comme un passage latéral d'un faciès côtier à un faciès fluviatile (à Adoumaz) à un faciès d'estran (séquences de type " fining up " de Ghnim) à un faciès de plage (séquences de type " coarsening up " de Jbel Taguendouft). Les épaisseurs relativement réduites constatées au niveau de la coupe du Jbel Taguendouft témoigneraient de l'activité tectonique de la dorsale du Jbel Abbadine.
L'environnement de la Formation d'Azilal devient notoire après le sous-étage Bifrons (spécialement mesuré dans la plate-forme de Beni-Mellal), avec une nette régression qui se termine par un ralentissement du remplissage sédimentaire local. Les dépôts paralliens de cette phase abritent des intervalles argileux riches en matière organique continentale comme des débris de bois, mais une faune fossile rare, composée d'algues abondantes, de foraminifères benthiques, d'oncoïdes communs, de gastéropodes et de bioclastes de bivalves. Au Toarcien Inférieur sur la région, la plate-forme carbonatée a été brusquement remplacée par des dépôts siliciclastiques et une élévation sur l'omniprésence de débris végétaux, avec des contextes de dépôt alternés littoral-forestier. Est le recouvrement par des dépôts dominés par les tempêtes, avec une faune dépaupérée et une occurrence très commune de débris végétaux, qui avec l'augmentation des faciès riches en ooïdes suggèrent le dépôt sur une ceinture climatique chaude et humide. Une altération continentale accrue a été mesurée sur ces couches de phase, comme le prouve l'augmentation de l'apport de siliciclastes grossiers dans le bassin, l'augmentation des débris de plat et l'absence d'intervalle riche en évaporite et de paléosols semi-arides. Certains de ces secteurs, en particulier les plus côtiers situés dans la région d'Azilal, ont une apparence similaire à celle des Sebkhas modernes, par exemple ceux de Foun dans le Golfe Persique moderne. Ces intervalles ont augmenté les niveaux de nutriments localement, comme le prouve la quantité élevée de Phosphore le long de tout le bassin de l'Atlas. Ces lits siliciclastiques présentent d'abondants galets de roches métamorphiques et ignées, ce qui implique que le matériau doit être issu du Paléozoïque ou du Protérozoïque, impliquant un arrière-pays fréquemment émergé et soumis à l'érosion et aux effets de la diagenèse. Les seuls de cette nature au Maroc, que sur l'Atlas sont situés au sud dans l'Anti-Atlas, à l'ouest dans le Massif Ancien et le Jebilet, et au nord dans la Meseta Centrale, tous les endroits qui ont été exposés subaériennement pendant le Jurassique,. Concrètement, l'Anti-Atlas montre des processus de soulèvement tectonique, d'érosion des morts-terrains, qui, combinés à la concentration du matériel siliciclastique grossier dans la partie occidentale du Haut Atlas central (absent dans l'est), suggèrent que cette zone a été la source des sédiments altérés du Toarcien inférieur, permettant de tracer les canaux fluviaux qui se sont développés vers la Formation d'Azilal.

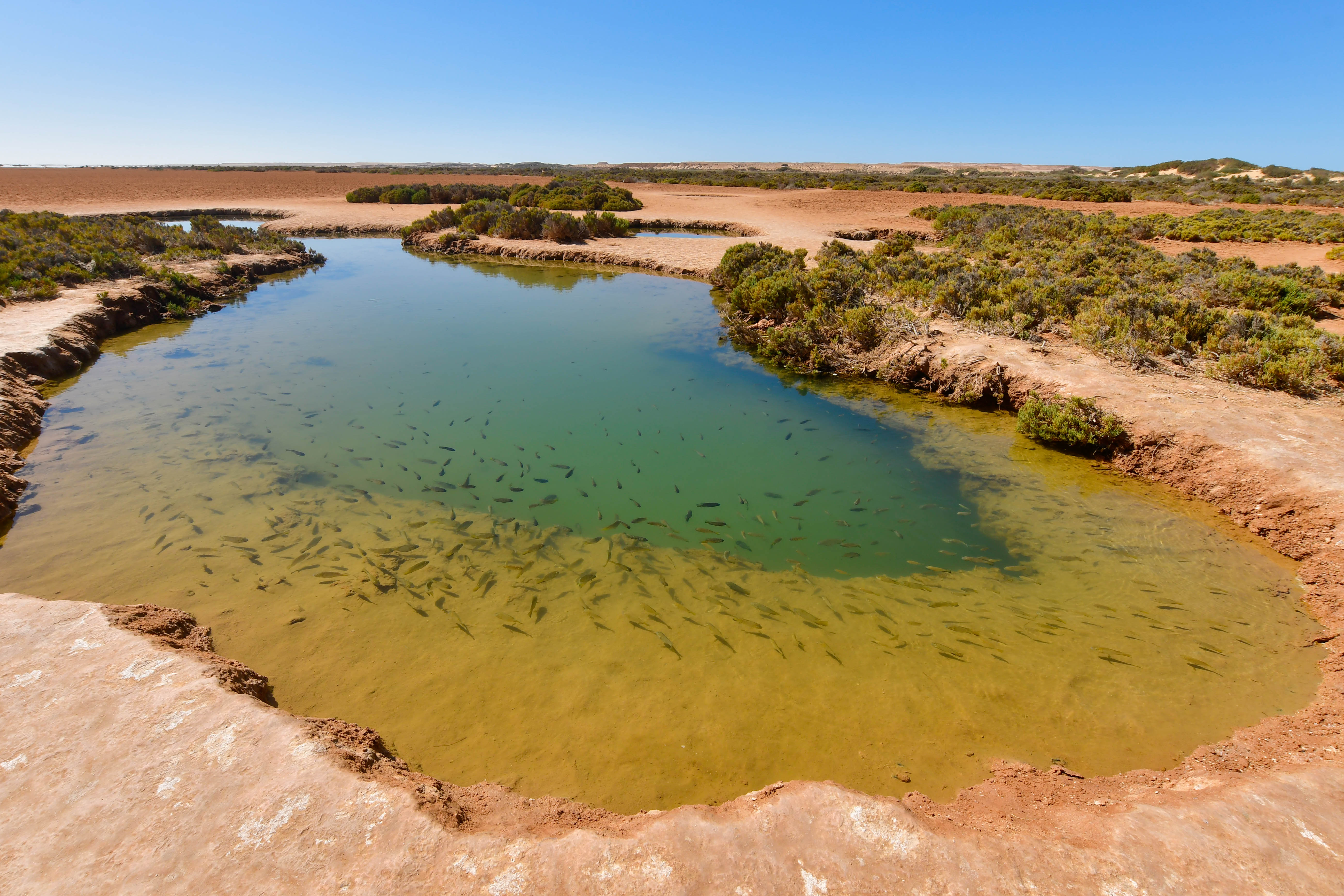
Sebkha moderne d'Imlily, près de Dakhla. Certains secteurs de la Formation d'Azilal présentent des couches qui ressemblent à ce type d'écosystèmes.

En même temps, vers le Sud-Est, la Formation Tafraout sœur et connectée dans le bassin d'Amezraï représente un environnement marin marginal, avec des rides de vagues, des lits croisés, l'ichnofossile Amphipoda Arenicolites isp. et l'algue calcaire Cayeuxia sp, tous déposés sur des mudstones diagénétiques. Concrètement, sur Taguendouft, vers le Toarcien moyen, les producteurs de carbonates se sont rétablis localement, avec le remplacement de la grainstone ooïde par des lits de wackestone à packstone, où les bioclastes de la faune hétérotrophe augmentent, tels que les céphalopodes, les brachiopodes, les échinodermes et les gastéropodes, avec des récifs occasionnels de patchs coralliens.
La formation d'Azilal récupère, comme on le voit sur les unités mondiales une augmentation de l'altération due aux événements Pl/To et T-OAE, avec une augmentation de l'apport de sédiments siliciclas et une augmentation des matières dissoutes dans les océans. Cela s'est produit parallèlement à une intensification des tempêtes tropicales (ainsi que de l'action des ouragans) sur le T-OAE, détruisant localement les organismes plus anciens de la plate-forme carbonatée. Cela a permis de mettre en place les environnements de la Formation d'Azilal, qui vont d'une série de cadres continentaux avec une influence fluviale, augmentée pendant le T-AOE avec plus de quantités de flore lavée, à des dépôts littoraux, paralliques et subtidaux, sujets à des événements de tempêtes et de tempêtes tropicales, tous mis en place sur un climat chaud et humide.
Il y a aussi un enregistrement local d'un Cold Snap, où la section Akenzoud, qui a 182 mètres de section sur la Formation Azilal, et montre qu'après un événement froid qui affecte les eaux locales, lié au volcanisme du Karoo & du Rift Atlantique, les Brachiopodes actuels, basés sur leurs données préservées d'isotopes d'oxygène montrent que les températures chaudes de l'eau de mer se sont rétablies pendant le début du Toarcien supérieur.

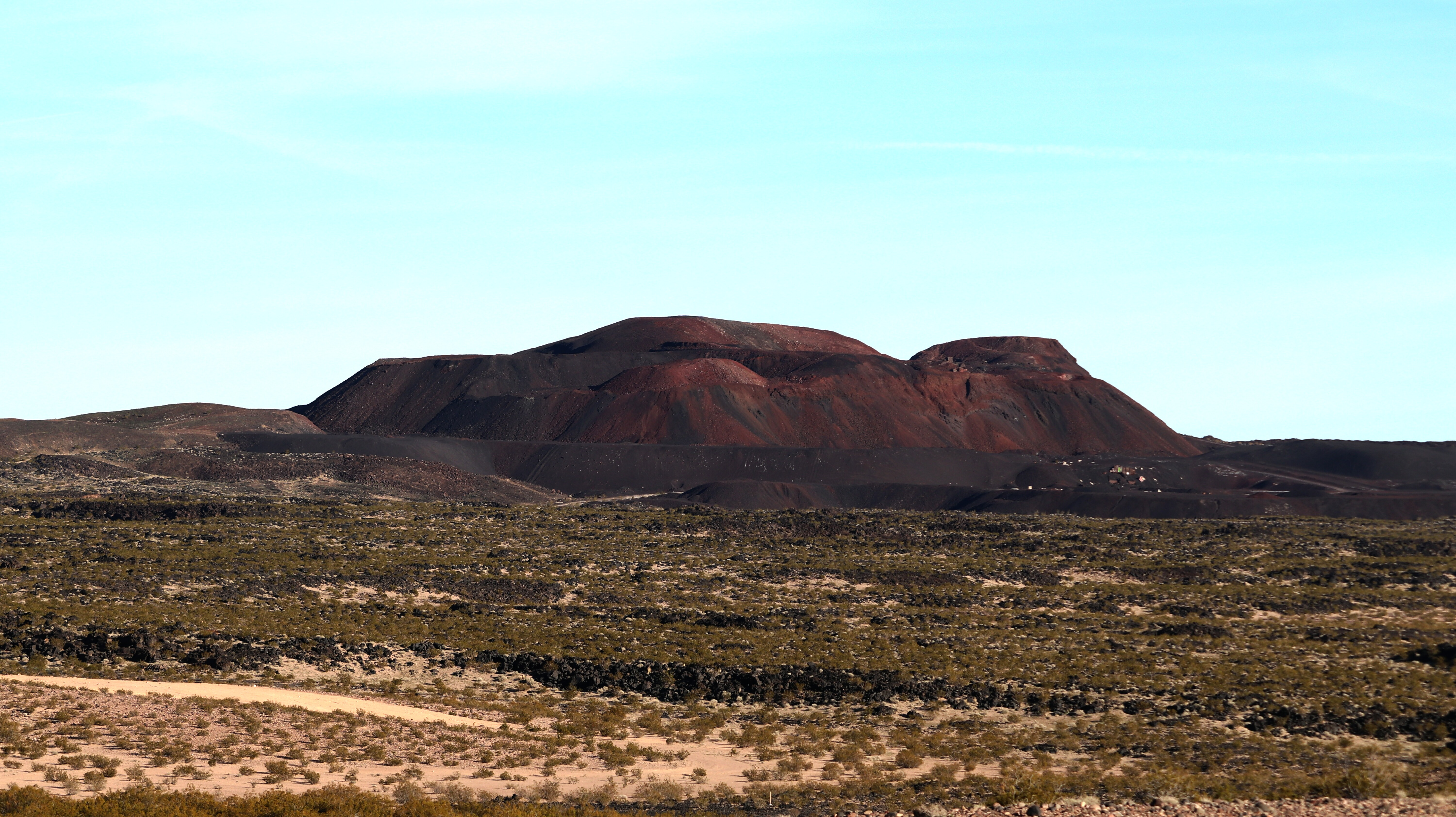
Tazouda CS est une section unique en raison de son influence volcanique évidente. On trouve des environnements similaires dans le cône de cendres de Pisgah moderne du désert de Mojave

Au Toarcien moyen la partie orientale et nord-est du Haut Atlas de Todrha-Dadès, la sédimentation carbonatée à bioconstructions (patch-reef), se développe avec un épaississement vers l'Est et un amincissement encore vers l'Ouest en direction du récif de Jbel Akenzoud, où sont retrouvés les fossiles marins de rosée de la formation. Les faunes coralliennes ont subi un effondrement important visible dans la localité de Ouguerd Zegzaoune, montrant que la sédimentation à cette époque s'est faite dans un contexte tectonique distensif. Ensuite, vers la série Toarcien supérieur-Aalénien correspondent à des dépôts détritiques avec des intercalations carbonatées à faune néritique. L'analyse structurale montre que la sédimentation pendant le Toarcien supérieur a été contrôlée par un jeu tectonique, toujours distensif, provoquant le basculement des blocs le long de la faille transversale de direction NW-SE, ce qui conduit à la création d'un espace disponible avec des ouvertures toujours vers l'E et le NE.
Les couches du Duar de Tazouda commencent à recouvrir des calcaires bioclastiques, indiquant une surface de transgression vers des dépôts continentaux avec une sédimentation alluviale à la fois fluviale et d'influence volcanique. Le dépôt représente un système fluvial de type canal/plaine d'inondation, avec des canaux remplis de sable et abondants en racines de plantes (principalement situées dans le calcaire fin, probablement à partir des marges du canal), développé dans la direction de transit proche de E-W. La lithologie des chenaux présente un enrichissement notable en matériaux provenant du socle paléozoïque et de la couverture mésozoïque. Intercalé avec ces couches, du matériel volcanique allant du sable aux galets, constituant généralement plus de la moitié des composants détritiques. Ces couches basaltiques accueillent des fragments qui montrent une recristallisation claire des carbonates, suggérant que ces fragments étaient encore à haute température pendant le dépôt et, par conséquent, contemporains de la sédimentation. Les éléments lithiques ou les cristaux isolés trouvés localement ne montrent pas de signes de transport prolongé, provenant probablement de sources relativement proches, étant ces dernières collectées et transportées par un réseau hydrographique peu développé lors de crues épisodiques. L'endroit subit des influences marines proches, avec des sédiments intertidaux (stromatolites, matières algales) souvent très développés.
Le climat local global a été chaud avec une alternance de périodes humides et sèches ont généré des sols aux profils calcaires différenciés (nodules pédogénétiques, Caliche), accueillant une érosion active sur des sols à végétation éparse.

## Foraminifères
| Genre            | Espèce                    | Position stratigraphique | Matériel           | Habitude            | Notes | Images |
| ---------------- | ------------------------- | ------------------------ | ------------------ | ------------------- | --- | ------ |
| Everticyclammina | - Everticyclammina sp.    | - Col de Ghnim           | Squelette calcaire | État marin ou lagon | Un foraminifère de la famille des Everticyclamminidae. Il représente une espèce apparentée à E. virguliana, connue du Jurassique moyen du Maroc |        |
| Orbitopsella     | - Orbitopsella praecursor | - Col de Ghnim           | Squelette calcaire | État marin ou lagon | Un foraminifère benthique de la famille des Orbitopsellinae. Ce foraminifère apparaît dans les couches inférieures du profil de Ghnim, ce qui indique que les incursions marines étaient plus importantes dans les premières étapes du dépôt de la formation d'Azilal. |        |

## Invertébrés

### Ichnofossiles
| Genre           | Espèce                                             | Emplacement | Matériel                                 | Type                         | Fabriqué par | Notes | Images |
| --------------- | -------------------------------------------------- | --- | ---------------------------------------- | ---------------------------- | --- | --- | ------ |
| Arenicolites,   | - Arenicolites isp.                                | - Vallée du Dadès NW - Todrha-Dades - Jbel Akenzoud - Aghbalou N'Kerdous - Taguendouft - Tamtetoucht                | Traces d'habitation                      | Domichnia                    | - Domichnie - Polychètes (Spionida et Carpitellida) - Crustacés Amphipodan se nourrissant par suspension. - Les Sipuncula se nourrissant de dépôts. | Marin, saumâtre ou d'eau douce Terriers non ramifiés en forme de U, d'orientation subverticale, avec ou sans revêtement et remplissage passif. Sont communs dans les environnements côtiers modernes. |        |
| Chondrites',    | - Chondrites isp.                                  | - Vallée du Dadès NW - Todrha-Dades - Aghbalou N'Kerdous - Taguendouft - Tamtetoucht                                | Fodinichnie tubulaire                    | Fodinichnia                  | - Annelides (Polychaeta) - Sipuncula | Interprété comme le terrier d'alimentation d'un animal se nourrissant de sédiments. Une étude plus récente a trouvé que Scoloplos armiger et Heteromastus filiformis, présents dans la mer des Wadden allemande dans les parties inférieures des estrans, font des terriers qui sont homonymes avec de nombreuses traces fossiles de l'ichnogène.   |        |
| Rhizocorallium, | - Rhizocorallium parallelum - Rhizocorallium ispp. | - Vallée du Dadès NW - Todrha-Dades - Jbel Akenzoud                                                                 | Fodinichnia tubulaire                    | Domichnia et/ou fodinichnia. | - Crustacés - Annelidés - Poissons | Terrier d'habitation et d'alimentation d'un suspensivore ou d'un dépositivore, généralement associé à des eaux peu profondes. | .      |
| Skolithos       | - Skolithos isp.                                   | - Vallée du Dadès NW - Todrha-Dades                                                                                 | Terriers cylindriques à subcylindriques. | Domichnia                    | - Polychaetes - Polychètes - Phoronidans | Ichnofossiles en forme de terrier, fabriqués par des organismes qui avancent sur la surface du fond. Puits très étroits, verticaux ou subverticaux, légèrement sinueux et non revêtus, remplis de boue. Interprétés comme des structures d'habitation d'animaux vermiformes ; plus précisément, le domichnion d'un ver suspensivore ou phoronidans. | .      |
| Thalassinoides, | - Thalassinoides isp.                              | - Vallée du Dadès NW - Todrha-Dades - Aghbalou N'Kerdous - Taguendouft - Tamtetoucht                                | Fodinichnie tubulaire                    | Fodinichnia                  | - Thalassinidea - Plusieurs crustacés (Anomura, Decapoda) - Annelides (Polychaeta) - Sipuncula - Dipnoi                                             | ichnofossiles de type terrier. Grands systèmes de terriers constitués d'éléments à parois lisses, essentiellement cylindriques. Les caractéristiques sédimentaires communes sont les traces fossiles de "Thalassinoides" dans les intervalles de marne fissile à argile.                                                                            | .      |
| Zoophycos,      | - Zoophycos isp.                                   | - Vallée du Dadès NW - Todrha-Dades - Todrha-Dades - Jbel Akenzoud - Aghbalou N'Kerdous - Taguendouft - Tamtetoucht | Traces d'habitation                      | Domichnia & Fodinichnia      | - Polychètes (Spionida et Carpitellida) - Les Sipuncula se nourrissent de dépôts.                                                                   | Elle a été reliée aux Echiuras, mais aussi à des vers polychètes qui se déplacent et se nourrissent. |        |

### Brachiopoda
| Genre          | Espèce                                                   | Position stratigraphique        | Matériel           | Notes | Images |
| -------------- | -------------------------------------------------------- | ------------------------------- | ------------------ | --- | ------ |
| Homoeorhynchia | - Homoeorhynchia batalleri - Homoeorhynchia meridionalis | - Jbel Akenzoud                 | Coquilles isolées  | Un rhynchonellidae saumâtre (Brachiopode). Relativement abondant sur les dépôts de bord de mer. Des formes juvéniles d'Homoeorhynchia meridionalis sont présentes.                                           |        |
| Stroudithyris  | - Stroudithyris stephanoides                             | - Jbel Akenzoud - Jebel Toksine | Coquillages isolés | Un Lissajousithyrididae saumâtre (Brachiopode). On connaît surtout des spécimens benthoniques. |        |
| Telothyris     | - Telothyris jauberti - Telothyris arnaudi               | - Jbel Akenzoud                 | Coquilles isolées  | Un Lobothyrididae saumâtre. Brachiopode saumâtre. Relativement abondant sur les dépôts de bord de mer. Comprend les formes juvéniles de Telothyris jauberti, présentes sur les strates de dépôts benthiques. |        |

### Bivalves
| Genre          | Espèce              | Position stratigraphique | Matériel          | Notes | Images |
| -------------- | ------------------- | ------------------------ | ----------------- | --- | ------ |
| Ceratomyopsis, | - Ceratomyopsis sp. | - Col de Ghnim           | Coquilles isolées | Un Ceratomyopsidae fouisseur marin peu profond (Bivalve). |        |
| Opisoma,       | - Opisoma nassaense | - Col de Ghnim           | Coquilles isolées | Un Astartidae fouisseur marin/lagoon peu profond (Bivalve). Est considéré comme un genre qui a évolué à partir d'ancêtres fouisseurs peu profonds, devenant secondairement un semi-faune couché sur le bord adapté à la photosymbiose. |        |

### Gastropoda
Des gastéropodes ont été découverts à plusieurs endroits, mais aucun des spécimens n'a été étudié.

### Crustacés
| Genre     | Espèce                                    | Position stratigraphique | Matériel       | Notes | Images |
| --------- | ----------------------------------------- | ------------------------ | -------------- | --- | ------ |
| Polycope, | - Polycope cf. cincinnata - Polycope spp. | - Adoumaz - Col de Ghnim | Vannes isolées | Un Polycopidae marin/saumâtre (Ostracoda). Présent avec de grandes accumulations de spécimens sur un mince niveau de marne verte |        |

## Vertebrata
Plusieurs écailles et dents de poissons non identifiés sont connues de la colline de Mizaguène et de la carrière d'Acforcid, provenant de couches d'eau douce.

### Actinopteri
| Genre       | Espèce                                          | Position stratigraphique | Matériel                                           | Notes | Images |
| ----------- | ----------------------------------------------- | ------------------------ | -------------------------------------------------- | --- | ------ |
| Lepidotes,  | - Lepidotes sp.                                 | - Adoumaz - Col de Ghnim | - Ecailles isolées - Dents isolées - Aït Ouaridène | Poisson osseux marin, saumâtre ou d'eau douce de la famille des Lepisosteiformes. Les spécimens isolés localement ont une ressemblance avec les Lepidotes spp. du Brésil et du Niger. |        |
| Leptolepis, | - Leptolepis cf.coryphaenoides - Leptolepis sp. | - Todrha-Dadès           | - Ecailles isolées - Dents isolées                 | Poisson osseux marin, saumâtre ou d'eau douce de la famille des Leptolepidae. Récupéré à la fois sur l'Azilal et la Formation Tagoudite, représente un genre de poisson cosmopolite, commun dans le domaine méditerranéen du Toarcien. La plupart des spécimens semblent provenir de faciès lagunaires. |        |

### Dipnomorpha
| Genre     | Espèce             | Position stratigraphique | Matériel                            | Notes | Images |
| --------- | ------------------ | ------------------------ | ----------------------------------- | --- | ------ |
| Arganodus | - Cf.Arganodus sp. | - Acforcid, Wazzant.     | - Plaque dentaire isolée incomplète | Un dipneuste d'eau douce de la famille des Arganodontidae. Représente le seul vestige de vertébré correctement identifié en dehors des dinosaures de Wazzant, récupéré sur la marge d'un corps lacustre d'eau douce ou d'un système d'étang éphémère. |        |

### Dinosauria Indet
| Genre      | Espèce      | Position stratigraphique                                                                                        | Matériel       | Notes | Images |
| ---------- | ----------- | --- | -------------- | --- | ------ |
| Dinosauria | Indéterminé | - Colline de Mizaguène, 3 Km au Sud-Ouest d'Azilal - Taouja Ougourane - Aït Ouaridène - Oued Rzef - Jbel Remuai | Fragments d'os | - À Mizaguène, dans une couche située sous les ossements de sauropodes (couche 5), des ossements associés à des plantes ont été retrouvés. - Taouja Ougourane représente une continuation de la "couche 9" où des ossements de sauropodes ont été retrouvés à Mizaguène. - L'Aït Ouaridène contient des fragments d'os du même aspect que ceux du Bathonien de Sgatt et prend, localement, l'aspect d'un "lit d'os". |        |

### Theropoda
| Genre             | Espèce       | Position stratigraphique | Matériel | Notes | Images |
| ----------------- | ------------ | ------------------------ | --- | --- | ------ |
| Berberosaurus,    | B. liassicus | - Toundoute              | Vertèbre du cou, partie du sacrum, un métacarpien, un fémur et des parties d'un tibia et des deux fibules. Une partie d'un autre fémur a également été attribuée au genre.          | Décrit à l'origine comme un représentant basal des Abelisauroidea, il a été retrouvé comme un cératosaure basal dans des études ultérieures. |        |
| Coelophysidae,    | Indéterminé  | - Acforcid, Wazzant,.    | Deux adultes et un juvénile récemment éclos. Au moins la moitié postérieure du squelette est présente: vertèbres caudales, sacrées, dorsales, le bassin et les deux pattes arrière. | Un coelophyside. coelophysoïde. Selon Mickey Mortimer : "Assigné aux Coelophysidae sur la base de la fusion apparente entre le tarse III distal et le métatarse III". Il a également été proposé comme un possible tétanurien. Cela a été rejeté par Benson en 2010. Comprend au moins trois individus différents qui ont été collectés à Wazzant, deux adultes et un juvénile récemment éclos. Le premier ressemble au genre australien du Crétacé Kakuru, qui a été proposé comme un tyrannoraptoran basal. Mortimer a dit que "je ne vois vraiment pas beaucoup de ressemblance avec Kakuru dans l'astragale" et l'a étiqueté comme un possible dilophosauridé ou coelophysoïde. |        |
| "Tazoudavenator", | T. amedni    | - Toundoute              | Phalanges isolées et plusieurs restes non mentionnés,. | Décrit comme un "grand théropode aux affinités incertaines" et comme un "théropode énigmatique". Pour citer Allain: " Deux théropodes ont été trouvés sur Toundoute. Le premier théropode n'a pas été décrit, mais il montre une taille supérieure à celle de tous les théropodes connus du Trias et du début du Jurassique, ce qui indique que les théropodes toarciens avaient des tailles rivalisant avec celles des allosaures de la fin du Jurassique". |        |

### Sauropodomorpha
| Genre             | Espèce      | Position stratigraphique                             | Matériel | Notes | Images |
| ----------------- | ----------- | ---------------------------------------------------- | --- | --- | ------ |
| Eusauropoda,      | Indéterminé | - Colline de Mizaguène, 3 Km au Sud-Ouest d'Azilal,. | 5 vertèbres dorsales & caudales, côtes fragmentaires, chevrons et plusieurs gros débris mal déterminés,. | Un eusauropoden sauropode peut-être apparenté au Spinophorosaurus. A été collecté sur un milieu de dépôt lagunaire. |        |
| Gravisauria,      | Indéterminé | - Est d'Azilal, à 1 km au sud de Dar Ou Hammou.      | Pubis et autres vestiges indéterminés | Un sauropode gravisaurian. Citée pour ressembler au Tazoudasaurus. |        |
| Massospondylidae, | Indéterminé | - Sud d'Ait Bouzid                                   | Une ou plusieurs vertèbres et autres restes non identifiés. | Un possible Massospondylidae Sauropodomorpha d'affinités incertaines. P. Lévêque a rapporté ces ossements d'une colline qu'il plaçait dans des strates crétacées, mais des travaux plus récents ont montré que le gisement se trouve en fait dans des couches toarciennes. |        |
| Sauropoda,        | Indéterminé | - Acforcid, Wazzant,.                                | Ilium gauche, un humérus et trois vertèbres,. | Un possible sauropode basal d'affinités incertaines. Les restes retrouvés représentent un Juvénile |        |
| Tazoudasaurus     | T. naimi    | - Toundoute,                                         | Environ 10 spécimens différents:Squelette partiellement articulé et matériel crânien comprenant une mandibule gauche complète avec dents, quadrate, jugal, postorbitaire, pariétal, frontal et exoccipital. Vestiges associés d'un squelette juvénile. | Un sauropode gravisaurian apparenté à Vulcanodon. Le sauropode le plus complet du Jurassique inférieur. Trouvé, avec des spécimens adultes, sub-adultes et juvéniles,. |        |

## Plantae
La répartition de la végétation majeure sur les couches de Toundoute a été comparée à celle de l'intérieur moderne de l'Île des Pins. La paléobotanique de la zone a montré que les couches de la série continentale de Toundoute il n'y a pas de macrofossiles de bois ou de plantes majeurs, bien qu'il y ait d'abondants débris végétaux infra-centimétriques dispersés dans les sédiments. Ces débris sont composés pour la plupart probablement de Folioless de fougères et, moins fréquemment, de pinnules de cycadales. Bien que les fragments de cuticules soient fréquents, aucun palynomorphe n'a été retrouvé (peut-être parce que la sédimentation n'a pas eu lieu pendant la période de dissémination des spores et des pollens produits par ces plantes). L'analyse palynologique n'a livré aucun palynomorphe, mais les débris végétaux ont laissé quelques Trachéides. Sur les débris, cependant, il a été possible d'isoler de nombreux débris de bois, qui se sont révélés présenter des caractères tels qu'une structure homoxylée apparemment dépourvue de Parenchymes, avec des rayons uniformes, des trachéides à ponctuation uniseriate de "type abiétinien" et des oculipores croisés de "type picoïde", qui suggèrent globalement l'affinité de ce bois au sein des coniférophytes, vers les Pinaceae abiétoïdes (Comme vu par exemple sur le "Protopinaceae" Planoxylon australe) ou vers les Taxaceae (peut-être en relation avec le Austrotaxus-like Protelicoxylon lepennecii, du Pliensbachien-Toarcien du sud de la France, lié à la même écorégion). Par quantité de matériel, on a vu que la Végétation était apparemment très dominée par les fougères, ce qui indique qu'elles ont pu être concentrées dans des zones humides ponctuelles, comme le prouve le fait qu'il n'y a pas d'indications botaniques de phases climatiques arides. Globalement, la flore locale était apparemment dominée par les fougères, les cycadées et les conifères. La fréquence dans les sédiments des débris de tuf fin montre l'existence de points d'eau plus ou moins durables (tufs de source) capables de maintenir une humidité suffisante en période sèche. Une flore corrélative possible si trouve dans les couches du même âge de la Formation de Mashabba, Nord-Sinaï, Égypte, et est composée par les genres Equisetites (Equisetales), Phlebopteris et Piazopteris branneri (Matoniaceae). Une autre flore coévalente comprend les plantes retrouvées sur le Calcaire de Budoš et surtout la Formation de Rotzo, toutes deux sur des plateformes carbonatées de la Téthys méditerranéenne, qui se sont déposées dans des calcaires qui indiquent un environnement comme celui retrouvé dans la mer autour des Bahamas, dans des zones d'eau peu profonde bordées de mangroves et de milieux "Taxodium marécageux ", avec à proximité des milieux intérieurs secs dominés par des conifères Cheirolepidaceous,.
Les paléosols, qui montrent clairement les structures des racines des plantes dans les sols anciens, se trouvent associés à un faciès intramicritique et bréchique avec des dragées de quartz Paléozoïque ou Trias, fréquentes dans certaines régions comme à Haute Moulouya. Dans d'autres secteurs comme le Col de Ghnim, les traces de racines et de plantes sont abondantes et associées à des couches fortement bioturbées qui ressemblent aux couches "Mangrove-Lagoonal" trouvées dans la Formation de Rotzo, pourtant aucun des spécimens de plantes n'a été étudié ni les sols n'ont été décemment échantillonnés, mais suggèrent un déplacement du littoral et une augmentation des environnements non marins.

### Bois fossile
Au sommet de la formation du géosite Idemrane, des morceaux non identifiés de bois fossiles de tailles variables ont été récupérés (les plus grands de plus de 20 cm de longueur) présentant des traces d'oxydes de fer. Ces pièces ligneuses sont considérées comme des fragments de racines.
| Genre               | Espèce                         | Position stratigraphique    | Matériel                                                | Habitude                                                                                            | Notes | Images |
| ------------------- | ------------------------------ | --------------------------- | ------------------------------------------------------- | --------------------------------------------------------------------------------------------------- | --- | ------ |
| Metapodocarpoxylon, | - Metapodocarpoxylon maurianum | - Mont M'semrir, Ouarzazate | - Logs isolés - Branches isolées - Les restes de souche | Arborescent, couvert élevé, lié aux marges de la plaine inondable, mais tolérant une forte aridité. | Bois fossile de conifère apparenté aux Podocarpaceae à l'intérieur des Pinales. À probablement construit des forêts tropophiles à feuilles persistantes dans les plaines alluviales avec Agathoxylon. Un genre étroitement apparenté à Dacrydium et à Dacrycarpus. |        |